# Trambouze
La Trambouze est une rivière française qui coule dans les départements du Rhône et de la Loire. C'est un affluent du Rhins en rive droite, donc un sous-affluent de la Loire.

## Géographie
La Trambouze naît dans les monts du Beaujolais, sur le territoire de Cours dans le département du Rhône. Elle finit par se jeter dans le Rhins au point de rencontre des limites administratives des communes de Régny, Saint-Victor-sur-Rhins et Montagny.

## Communes traversées
La rivière suit le parcous (d'amont en aval) : dans le département du Rhône traverse Cours, longe Sevelinges puis la commune déléguée de Pont-Trambouze, ensuite Thizy-les-Bourgs, dans le département de la Loire borde Combre, Saint-Victor-sur-Rhins pour rejoindre le Rhins entre Régny, Saint-Victor-sur-Rhins et Montagny.